# Rue des Orties-du-Louvre
La rue des Orties-du-Louvre, ou rue Saint-Nicolas-du-Louvre, est une ancienne voie de l'actuel 1er arrondissement de Paris (à l'époque dans l'ancien 1er arrondissement). Elle ne doit pas être confondue avec la rue des Orties-Saint-Honoré, qui reliait la rue d'Argenteuil à la rue Sainte-Anne et qui a disparu lors du percement de l'avenue de l'Opéra.

## Origine du nom
Elle doit sans doute son nom aux orties qui croissaient près du mur ou du rempart qui régnait le long du quai, avant que l'on construise la grande galerie du Louvre.

## Situation

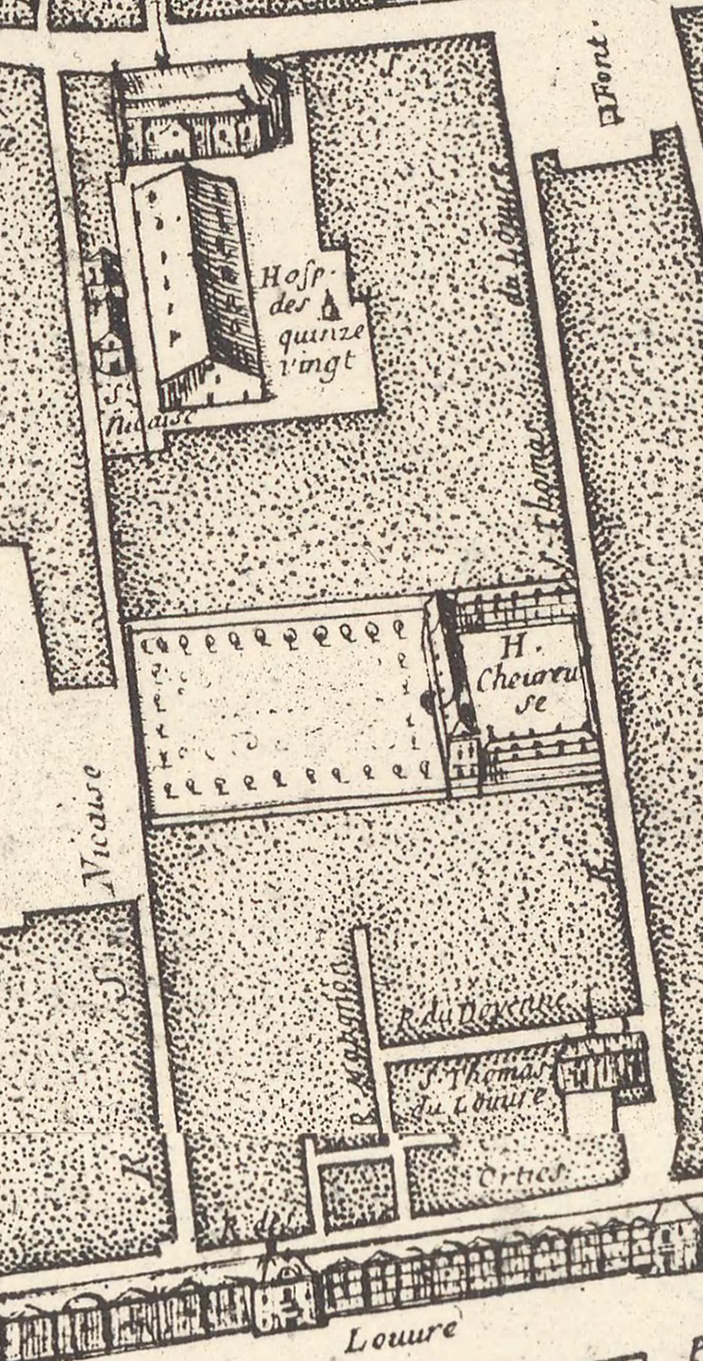
Sur cet extrait du plan de Jouvin de Rochefort (1672) la « rue des Orties » figure en bas, le long de la façade nord de la galerie du bord de l'eau du palais du Louvre.

Elle commençait rue Saint-Thomas-du-Louvre et finissait place du Carrousel. Elle était située dans le quartier des Tuileries,,.

## Historique
La rue longeait la galerie du bord de l'eau (ou grande galerie) du palais du Louvre, construite entre 1594 et 1610. Elle était également nommée « rue Saint-Nicolas-du-Louvre », l'église Saint-Nicolas-du-Louvre se trouvant dans cette rue avant sa destruction en 1780. Les bâtiments situés au nord de la rue sont rasés en 1808 afin de dégager la cour du Louvre.
Le grand médailleur Jean Varin y possédait un hôtel particulier (au 16, paroisse Saint-Germain-l'Auxerrois).